# Kronenburg B.V.
Das Unternehmen Kronenburg B.V. ist ein Hersteller von Feuerwehrausrüstung und Feuerwehrfahrzeugen, insbesondere Flugfeldlöschfahrzeugen, aus Wanroij, Niederlande.

## Geschichte

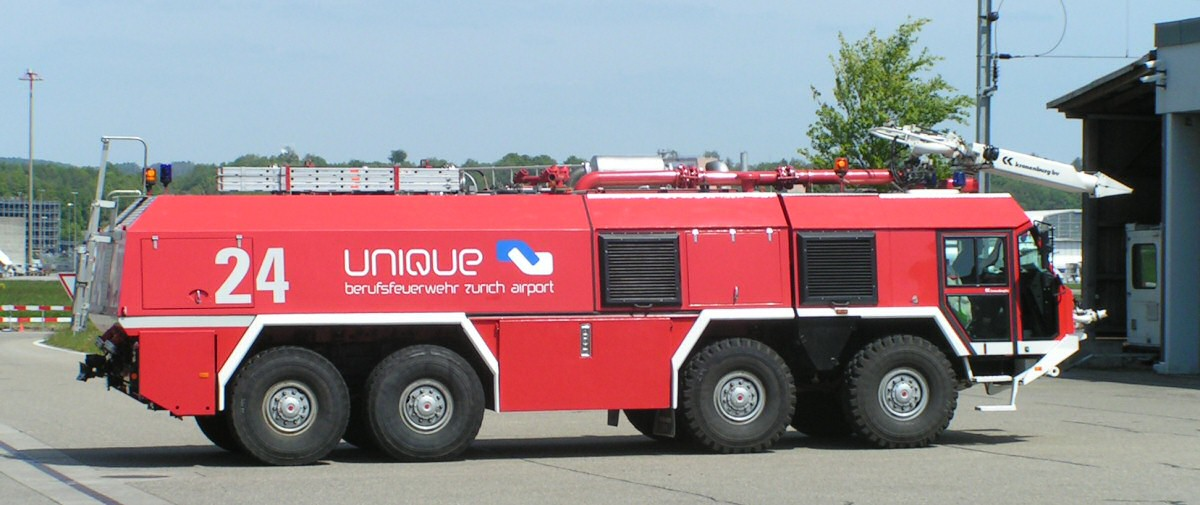
Saval-Kronenburg FLF 80/135 der Flughafenfeuerwehr des Flughafens Zürich

Die Familie Kronenburg begann 1823 in Culemborg als Kupferschläger und verkaufte Windkessel sowie später Handdruckspritzen.
Die Firma wurde während der Regierungszeit König Wilhelm I „Hofleverancier“ (Lieferant des Königshauses). Um etwa 1920 Jahre begann man Feuerwehrfahrzeuge aufzubauen. Außerdem wurden kupfernen Leitungen für die Trinkwasserversorgung hergestellt sowie Löschwasserbrunnen angelegt. In den 1930er Jahren begann Kronenburg selber Pumpen herzustellen.
Während der deutschen Besatzung wurde die Werkstatt als Reparaturwerkstatt für Heeresfahrzeuge benutzt. Nach dem Krieg wurden auch Feuerwehrschläuche produziert, diese wurden aber Ende der 1970er Jahre aus Kostengründen wieder eingestellt.
Um 1950 wurde der Firmensitz nach Hedel Provinz Gelderland verlegt. Im Laufe der Zeit kamen Entsorgungs- und sonstigen Reinigungsfahrzeuge hinzu. 1972 wurde die Firma Gebrüder Kronenburg durch die Amalga Holding NV übernommen. Die Amalga Holding ging 1973 in den Internatio-Müller Konzern auf. Die Sparte Reinigungsfahrzeugen wurde von der Firma Haller Benelux übernommen. Kronenburg wurde 1975 Holdingintern mit der Saval B. V. aus Breda unter dem Namen Saval-Kronenburg BV Konzernintern zusammengefasst. Aufgrund strategischer Änderungen im Konzern gab es 1991 wieder zwei separate Werke, Kronenburg in Hedel und Saval in Breda. Kronenburg wurde am 27. Mai 1992 von der Rosenbauer International GmbH übernommen.
Im Jahr 2000 wurde über Nacht die Insolvenz für Kronenburg beantragt. Die Firmenaktivitäten wurden von den Niederlanden zum Rosenbauer-Stammsitz in Österreich verlagert.
Die aktuelle Kronenburg B. V. ist in Wanroij beheimatet.
Es wird die Entwicklung und der Bau sowie der Wiederaufbau von LKWs angeboten, im Speziellen werden hier Flugfeldlöschfahrzeuge sowie Fahrzeuge für die Polizei, das Militär und der Forstwirtschaft genannt.

## Übersicht von Flugfeldlöschfahrzeugen

### K-D-9

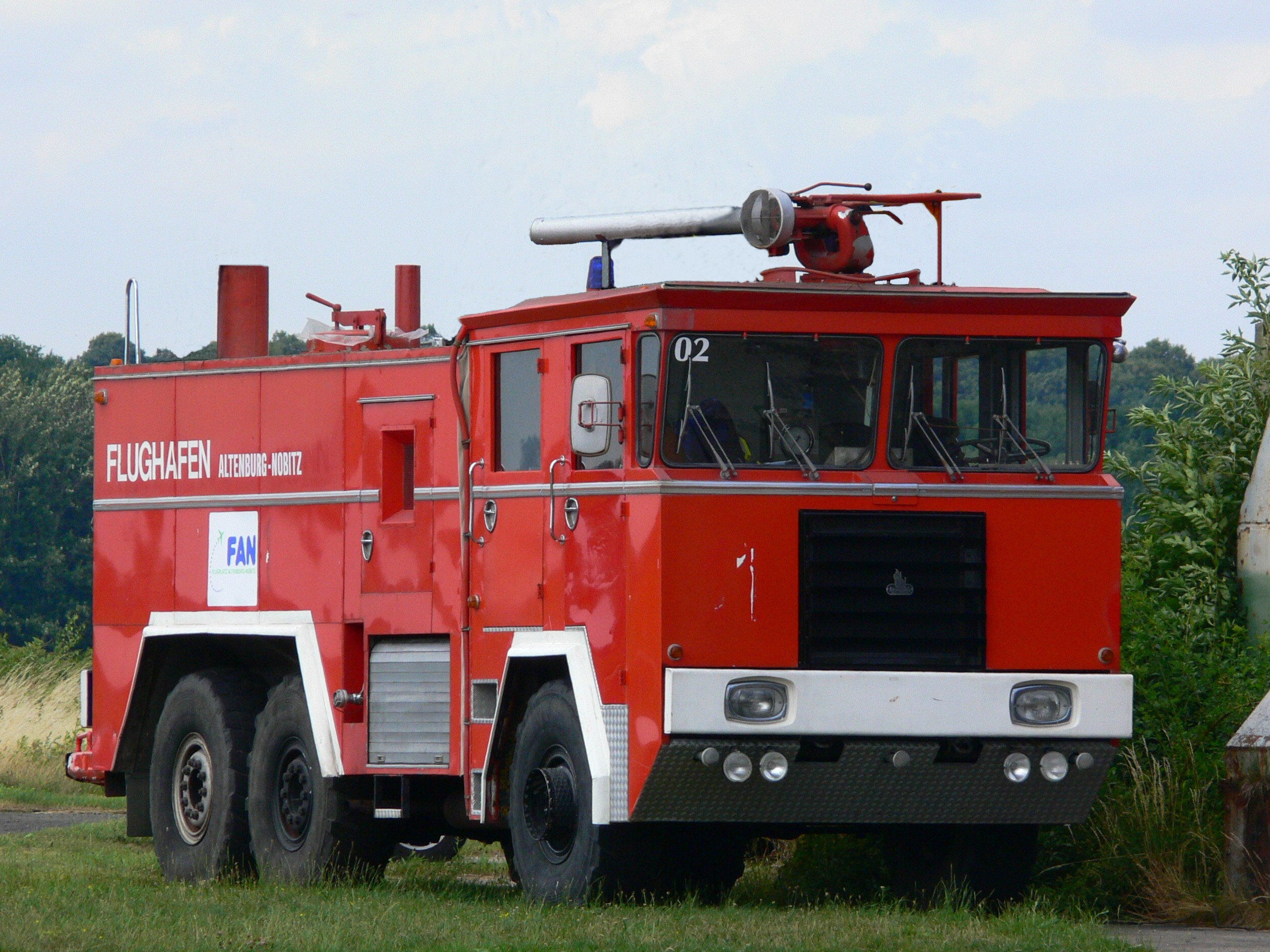
FLF auf dem Leipzig-Altenburg Airport

Name kommt von .
Technische Daten
Fahrgestell: Magirus mit Magirus 12-Zylinder-Motor
Fahrgestell: FWD Heavy Duty 6x6 (Four Wheel Drive Corp. USA) mit Deutz-Direkteinspritzer Typ F8 L 413
Baujahr: 1969
Löschmittel
Wasser: 8.000 l
Schaummittel AFFF: 1.600 l

### Saval-Kronenburg GTLF 18000 / GTLF 20000
Technische Daten
Fahrgestell: Faun LF 1412/52 V / 8x8
Motor: 2 Klöckner-Humboldt-Deutz V12-Dieselmotoren mit je 368 kW / 500 PS
Beschleunigung 0 - 80 km/h: 38 s
Gesamtgewicht 51.000 kg
Baujahr: 1972
Löschmittel
Wasser: 18.000 l oder 20.000 l
Schaummittel: bis 1.800 l
Fahrmotoren können als Pumpenmotoren genutzt werden

### Saval-Kronenburg MAC 08S LF20 4x4
Technische Daten
Fahrgestell: Faun / MAN 4x4
Motor: Detroit Diesel, 298 kW (405 PS)
Höchstgeschwindigkeit: 105 km/h
Länge × Breite × Höhe: 9,0 m × 3,0 m × 3,75 m
Gesamtgewicht 21.000 kg
Aufbau Typ: MAC 08S LF20
Baujahr: 1989
Löschmittel
Wasser: 6.000 l
Schaummittel: 720 l AFFF
Selbstschutzanlage bestehend aus 6 Bodensprühdüsen

### Saval-Kronenburg FlKfz 8000

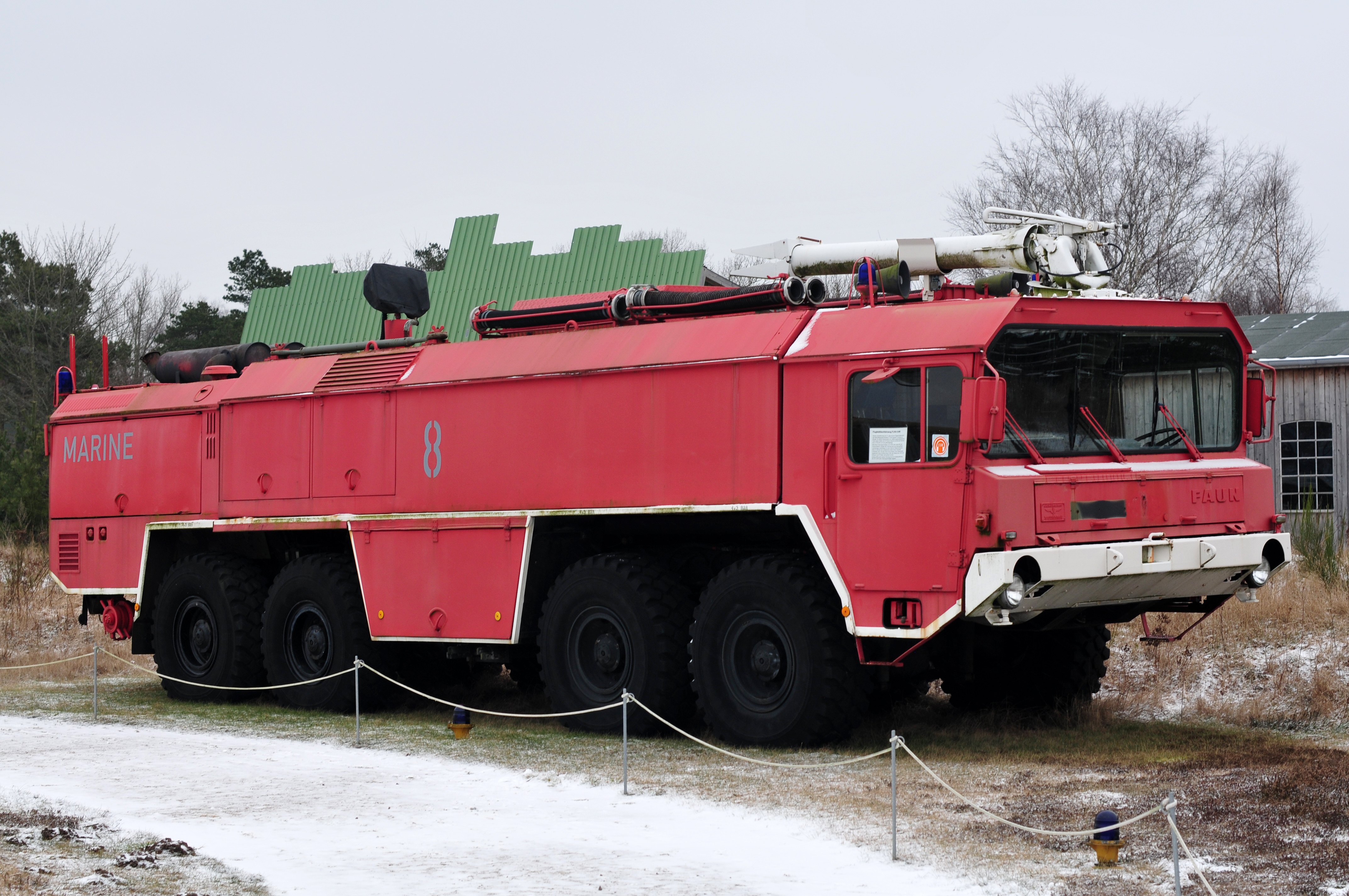
Saval-Kronenburg FlKfz 8000

Speziell für das Militär entwickeltes vier-Achsiges Flugfeldlöschfahrzeug.
Technische Daten
Fahrgestell: Faun LF 40.30 x2/48V 8x8
Motor: 2 x B/F 8L 413F/W KHD (Deutz) V8, 235 kW (320 PS) bei 2650/min, je. 12.763 cm³, Drehmoment max. 1000 Nm bei 1750/min
Getriebe: 3-stufiges ZF-Lastschaltgetriebe, elektrisch geschaltet mit Bremsfreilauf, Pumpenantrieb unter Last zu- und abschaltbar
Höchstgeschwindigkeit: 95 km/h
Länge × Breite × Höhe: 11,06 m × 2,75 m × 3,34 m
Zul. Gesamtgewicht: 32.000 kg
Besatzung: 1+3
Aufbau Typ: KD88F
Baujahr: 1976
Aufbauwerkstoff: Stahlgitterrohr-Aufbau mit Stahlblech verkleidet
Löschmittel
Wasser: 8.100 l
Schaummittel: 900 l
Pumpenmotor: über Nebenantrieb
Selbstschutzanlage mit einem Flachstrahler mit 400 l/min und zwei 60 l/min Bodensprühdüsen

### Saval-Kronenburg TroLF 4000 6x6
Technische Daten
Fahrgestell: MAN 6x6
Motor: MAN V10, 550 PS
Beschleunigung 0 - 80 km/h: 38 s
Höchstgeschwindigkeit: 140 km/h
Gesamtgewicht: 24.000 kg
Löschmittel
Löschpulver: 4.000 kg

### Saval-Kronenburg FLF 80/135-16

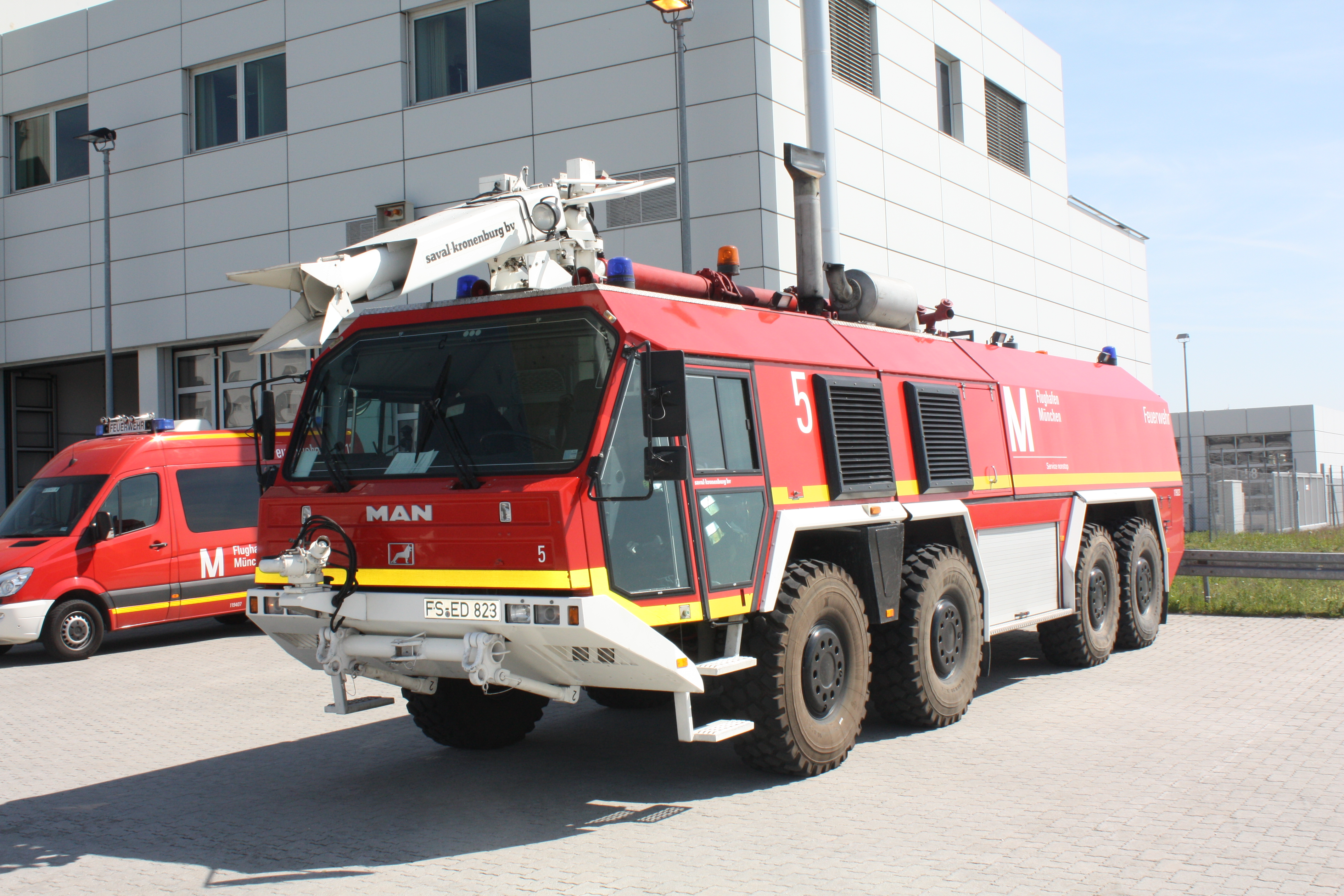
Saval-Kronenburg FLF 80/135 der Flughafenfeuerwehr München

Dieses Fahrzeug hat keinen Eigenname und wird daherr nach seiner Konfiguration benannt.
Benamungsschema: „FLF BB/CC-D + EE P + FFF CO2“, wobei die einzelnen Felder folgende Bedeutung haben:
- FLF – Abkürzung für Flugfeldlöschfahrzeug
- B – Nennförderleistung der Löschpumpe in Hektoliter (100 l)/min
- C – Volumen der Wassertanks in Hektoliter
- D – Volumen der Schaummitteltanks in Hektoliter
- E – Masse in kg des mitgeführten Pulvers
- F – Masse in kg des mitgeführten CO2

Technische Daten
Baujahr: um 1991
Zul. Gesamtgewicht: 40.000 kg
Löschmittel
Wasser: 13.500 l
Schaummittel AFFF: 1.600 l

### Saval-Kronenburg FlKfz 7000 (FlKfz schwer)

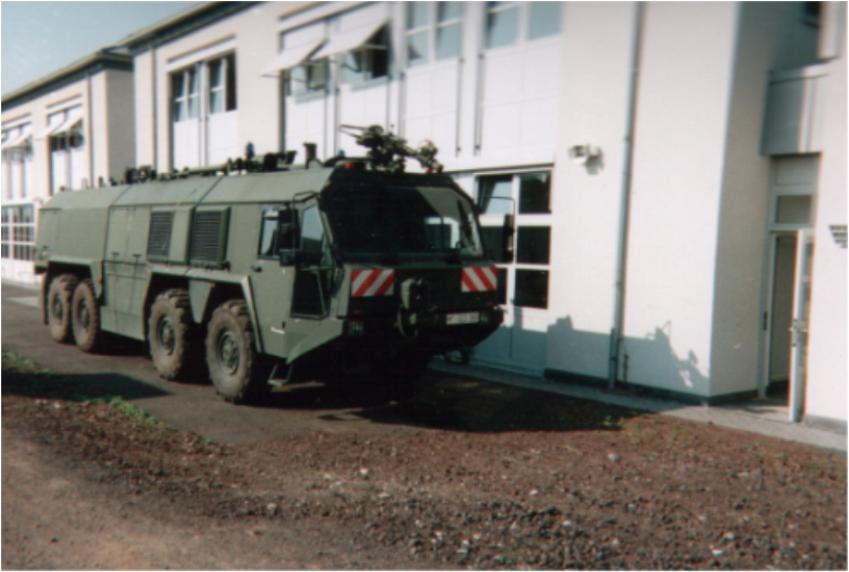
Saval-Kronenburg FlKfz 7000

Das FlKfz 7000 wurde als möglicher Nachfolger des FlKfz 8000 Anfang der 90er Jahre durch die Bundeswehr in Auftrag gegeben.
Es wurde ein Prototyp gebaut und von der Bundeswehr bis 1999 getestet. Aufgrund der oben Beschriebenen Insolvenz kam eine Produktion nicht zustande. Der Auftrag des neuen FlKfz Schwer wurde an Ziegler mit dem Ziegler Z8 vergeben.
Das Fahrzeug wurde bis 2018 beim Taktisches Luftwaffengeschwader 33 eingesetzt, dann in Rot umlackiert und an unbekannt verkauft.
Technische Daten
Fahrgestell: MAN SX 38.100 VFAEG, 8x8
Motor: MAN D 2842 LF 02 12-Zylinder, 735 kW (1000 PS), 21.000 cm³, Drehmoment: 3500 Nm
Getriebe: Allison 6610 6-Gang-Automatik-Getriebe mit Retarder
Beschleunigung: 0-80 km/h in 21 Sekunden
Höchstgeschwindigkeit: 130 km/h
Länge × Breite × Höhe: 11,2 m × 2,9 m × 3,4 m
zul. Gesamtgewicht: 38.000 kg
Baujahr: Anfang der 1990er Jahre
Erstzulassung: 1995
Löschmittel
Wasser: 7.000 l
Schaummittel: 600 l
Pulver: 250 kg
Löschmittelabgabe über Dach- und Frontmonitor

### Rapid Intervention (RIV) Truck
RIV 05-7000/05-7100 4x4
Gesamtgewicht: 22.000 kg
Löschmittel
Wasser: 5.000 – 7.000 l
Schaummittel: 600 – 900 l
D.C.P.: 500 kg
Beschleunigung 0 – 80 km/h: ca. 25 Sekunden

### Major Airport Crash (MAC) Truck

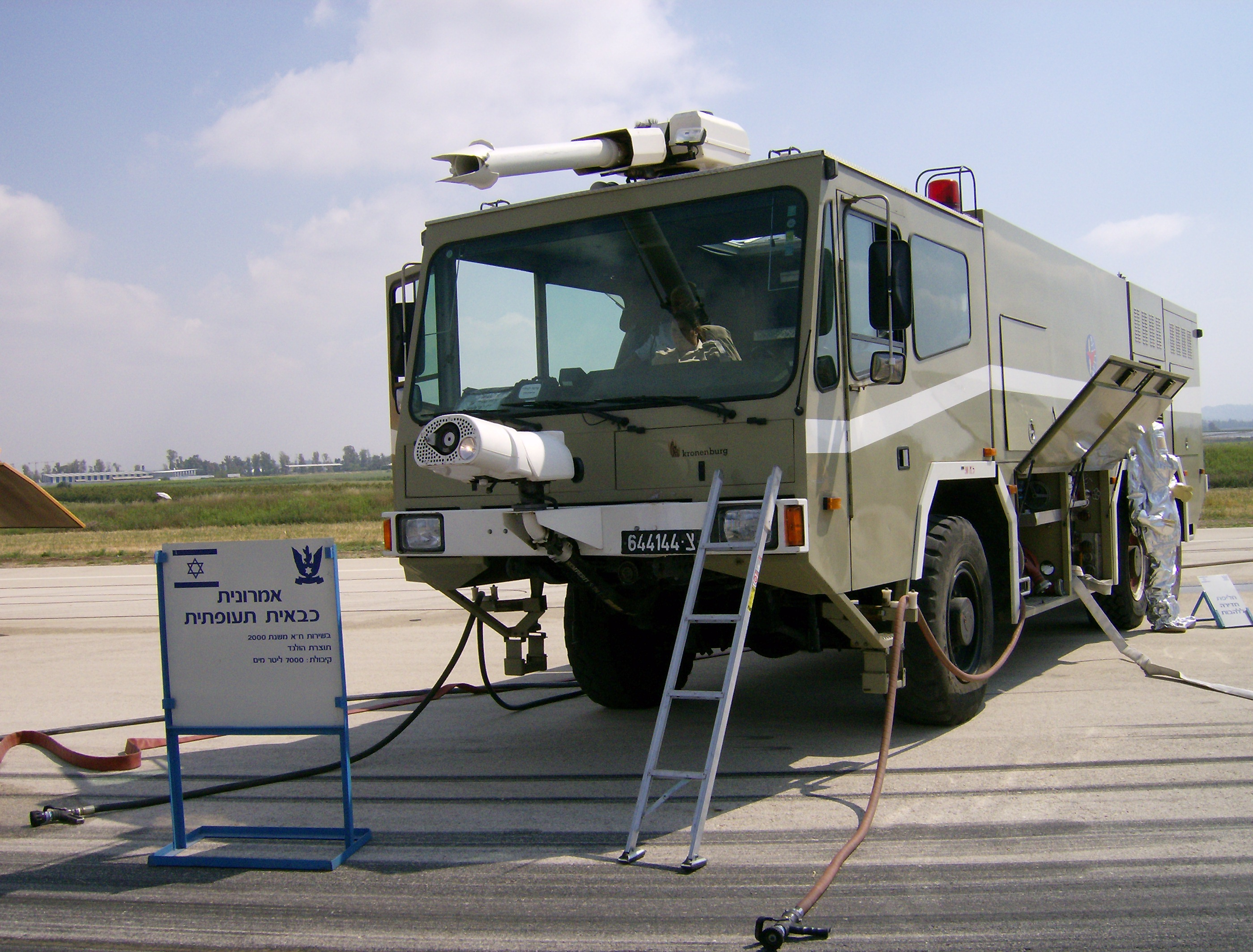
Kronenburg MAC 08-7000 der Israelischen Luftwaffe

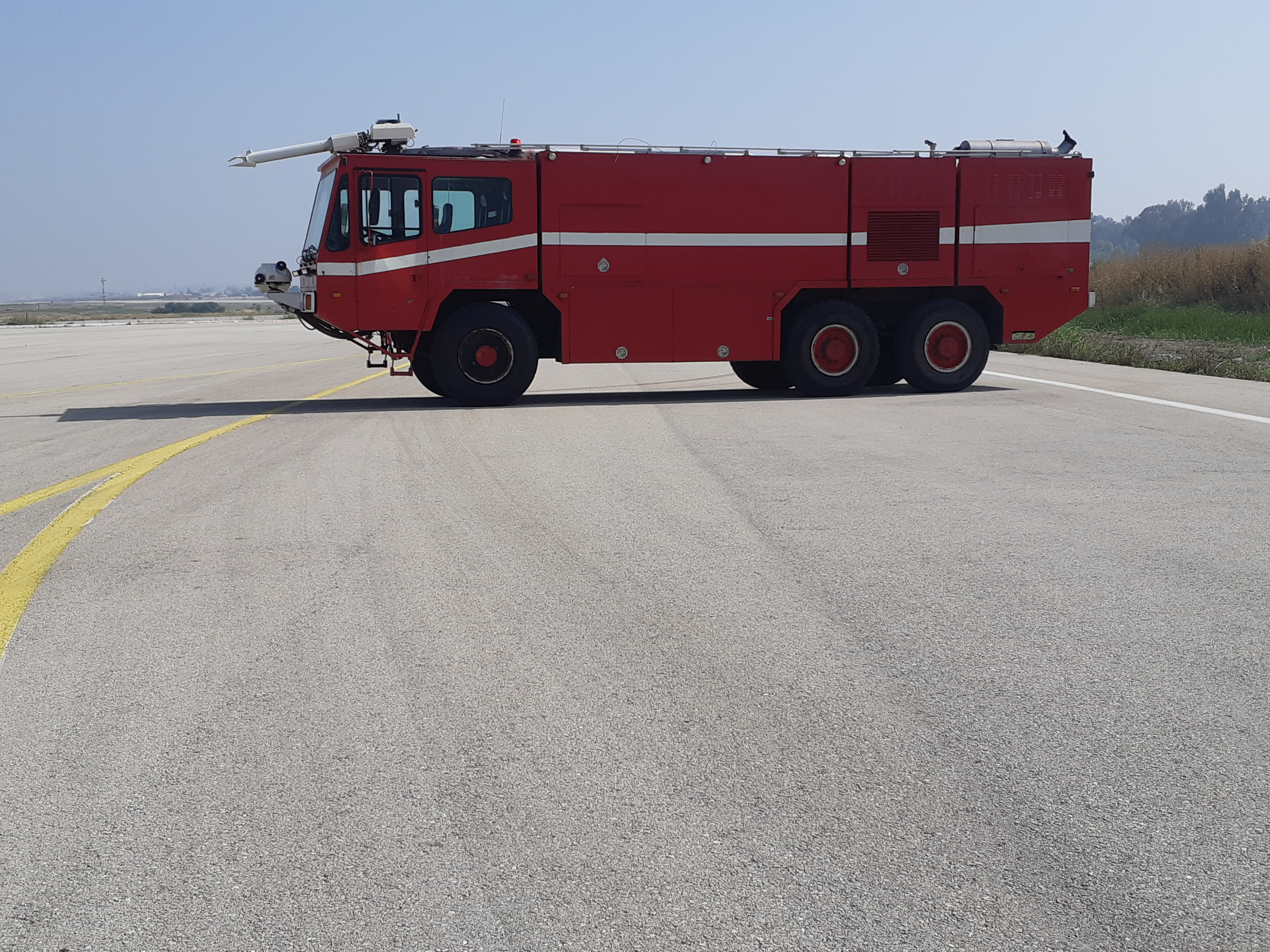
Kronenbur _MAC 08-7000, Tel Nof Airbase der Israeli Air Force

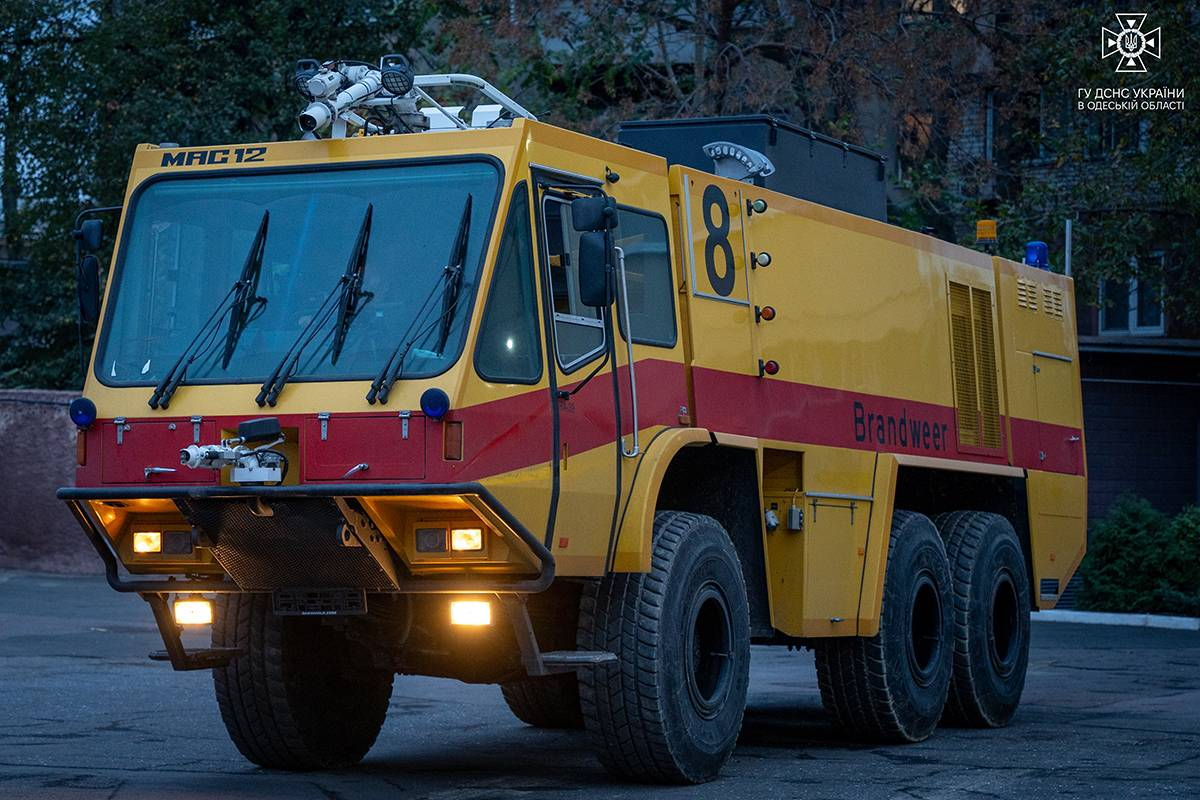
Kronenburg MAC 12

MAC 08-7000/08-7100 4x4
Baujahr: um 1995
Gesamtgewicht: 22.000 kg
Löschmittel
Wasser: 7.000 – 8.000 l
Schaummittel: 800 – 1.000 l
Beschleunigung 0 – 80 km/h: ca. 30 Sekunden
MAC 11-7000/11-7100 6x6
Baujahr: um 1995
Gesamtgewicht: 33.000 kg
Löschmittel
Wasser: 10.000 – 13.000 l
Schaummittel: 1200–1600 l
Beschleunigung 0 – 80 km/h: ca. 35 Sekunden
MAC-11 32t 1995
MAC-08-7100 4x4 1995
710 bhp Detroit Diesel, Allison Transmission-Automatikgetriebe.
Beschleunigung 0 – 50 miles/h: ca. 25 Sekunden
Löschmittel
Wasser: 6.000 l
Schaummittel: 840 l
Pumpe 6.000 l/min mit extra Motor.
4.500 l/min dach, 2.000 l/min front.
MAC 14
Vierachsiges Fahrzeug, es existieren Kataloge von 1985 und 1987 von dem Fahrzeug.
MAC CT009
Diese Fahrzeugreihe wird von verschiedenen Herstellern unter verschiedenen Namen Angeboten.
Unklar ist z. Zt. wer für das Design verantwortlich war.
Kronenburg MAC CT009 4x4, 6x6 und 8x8
KME KP1500 (4x4) und KP3000 (6x6) (2008) später KME Force Class VI (4x4) oder Class V (6x6, 8x8) (2014), anscheinend werden FLF Fahrzeuge nicht mehr angeboten (2023).
Lentner Avenger 4x4, 6x6 und 8x8
Das Modell von Kronenburg wurde (oder wird) als 4x4, 6x6 und 8x8 angeboten.
Gebaut werden die Aufbauten der Fahrzeuge von Plastisol B. V.
Technische Daten Kronenburg
Motor: 1400 HP, EURO 5 twin engine
Beschleunigung von 0 auf 80 km/h in 25 s
Fahrzeughöhe: 3,7 m
Gesamtgewicht: 48 t
Löschmittel
Wasser: 12.000 l
Schaummittel: 1.440 l
Zusätzlich zu Übungszwecken
Wasser: 6.000 l
Trainingsschaum 360 l
Technische Daten 8x8
Fahrgestell: American KME 8x8 ACT
Motor: Caterpillar C27 Diesel
Motorleistung: 950 bhp
Aufbauwerkstoff: Glasfaserverstärkter Kunststoff
Löschmittel
Wasser: 12.500 l
Schaummittel: 1.500 l
Pulver: 250 kg
MAC CT010
Der CT010 entspricht im Wesentlichen dem CT009 4x4. Er wurde entwickelt um in einer Lockheed C-130 Luftverladbar zu sein.
Auch dieses Modell wird von Plastisol für Kronenburg hergestellt. Das identische Fahrzeug wird auf dem amerikanischen Kontinent unter dem Namen Force A/T (Air Transportable) von KME angeboten und ist mit 2,5 m Breite spezifiziert.
Auf einem Bild von Plastisol ist eine Wassertankkapazität von 5.000 l Wasser und 620 l Schaum angegeben. KME bietet mit 1.250 Gallonen Wasser und 120 Gallonen Schaum etwas weniger.
MAC CT012
Das aktuelle Modell wird als 4x4, 6x6 und 8x8 angeboten und hat Platz für bis zu 7 Personen.
Der Öffentlichkeit wurde ein 6x6 im Mai 2010 auf der Interschutz 2010 präsentiert.